# Anselmo Polanco
Anselmo Polanco Fontecha (Buenavista de Valdavia, Palencia, 16 de abril de 1881 - Pont de Molíns, Gerona, 7 de febrero de 1939) fue un religioso español perteneciente a la Orden de San Agustín, que ejerció como obispo de Teruel entre 1935 y 1939. Adherido a los sublevados tras el comienzo de la contienda, en enero de 1938 fue hecho prisionero por el Ejército republicano tras la conquista de Teruel. Estuvo bajo custodia durante casi un año, siendo trasladado en varias ocasiones. En las últimas semanas de la contienda, en medio de la conquista franquista de Cataluña, Polanco fue fusilado por un pelotón militar junto a otros prisioneros, por lo que es considerado uno de los trece obispos asesinados en la zona republicana durante la guerra civil española, víctima de la persecución religiosa. Tiene la consideración de mártir y beato por la Iglesia católica.

## Biografía

### Carrera eclesiástica

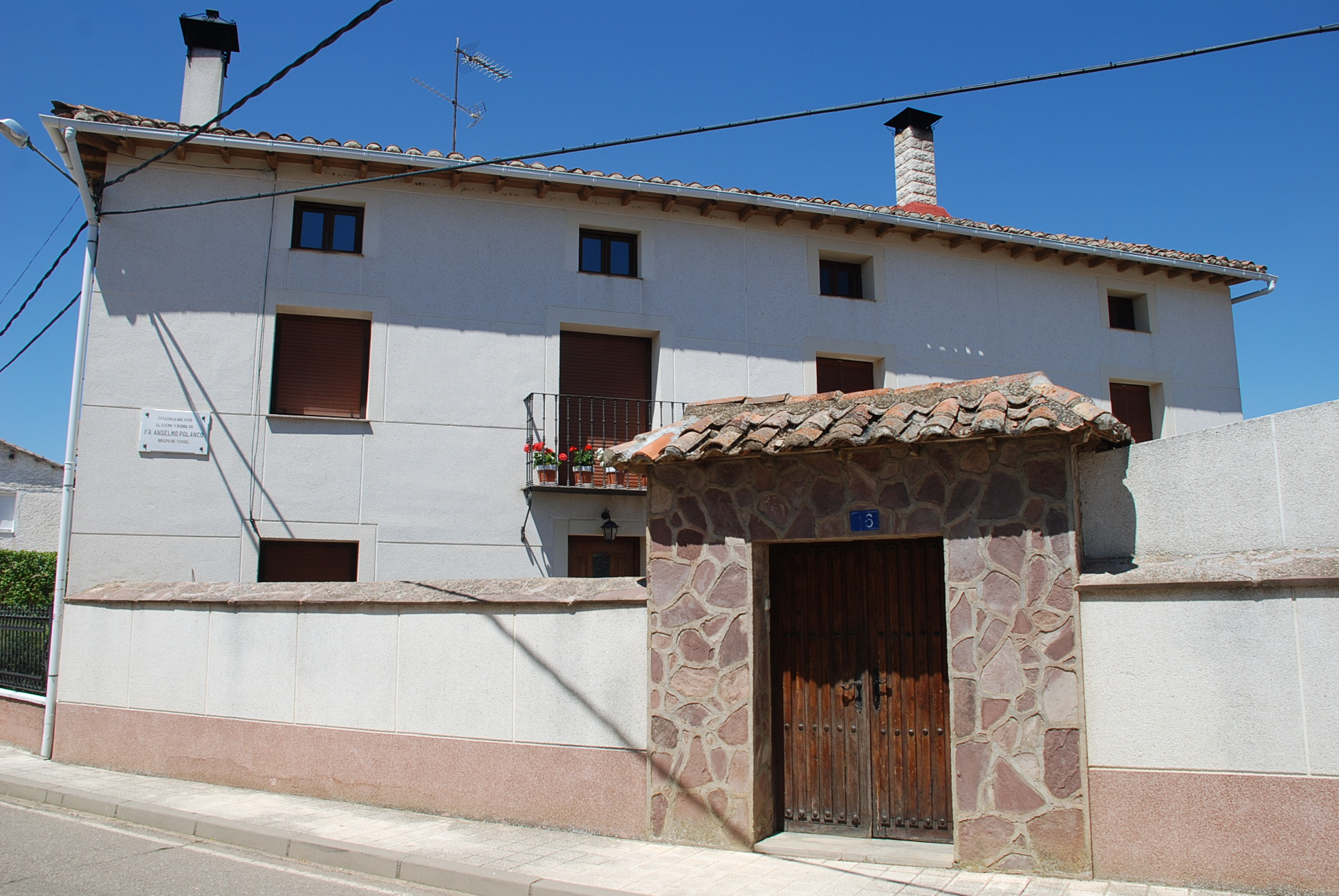
Casa natal de Anselmo Polanco en Buenavista de Valdavia.

Ingresó como novicio en el Convento de los Agustinos Filipinos de Valladolid en 1896, a los quince años de edad. De allí pasó al Monasterio de Santa María de La Vid (Burgos), donde fue ordenado sacerdote en 1904, dedicándose a la docencia desde 1907. En 1922 fue nombrado rector del Real Colegio Seminario de Valladolid, siendo reelegido en 1926. En 1929 fue nombrado definidor y en 1932 provincial de la orden, tareas que le obligaron a viajar con frecuencia y por largos períodos a Filipinas, China, Estados Unidos, Colombia y Perú.
Anselmo Polanco ha sido descrito por algunos autores como un eclesiástico tradicionalista y "belicoso". El historiador británico Paul Preston lo describe como un "clérigo pío, austero y conservador, dado a repartir limosnas entre los pobres".
En 1935 fue nombrado obispo de Teruel y administrador apostólico de Albarracín. Poco antes de las elecciones de febrero de 1936, Polanco difundió una circular interna destinada a los párrocos de su diócesis en la que, refiriéndose a las elecciones, afirmaba que la lucha se dirimía "entre los defensores de la religión, de la propiedad y de la familia" y "los voceros de la impiedad del marxismo y del amor libre". La circular terminaba haciendo una división entre "las dos ciudades enemigas de las que habla San Agustín: los bandos opuestos del bien y del mal", refiriéndose al enfrentamiento electoral entre el Frente de Derechas y el Frente Popular.
En julio de 1936, cuando se produjo golpe de Estado contra el gobierno de la República, seguía ocupando el cargo de obispo.

### Guerra Civil
Tras la sublevación militar, Teruel se unió a los "rebeldes" y quedó integrada dentro de la zona sublevada. Polanco se manifestó abiertamente partidario de los sublevados, y el 31 de julio de 1936 llegó a leer una pastoral en la que se refería al «levantamiento de nuestro glorioso Ejército Nacional para la salvación de España». Desde el mismo comienzo de la contienda, Teruel quedó prácticamente sitiado por las fuerzas republicanas. A pesar de la amenaza que se cernía, Polanco decidió permanecer en la urbe.
El papel de Polanco no se limitó al ámbito meramente eclesiástico. Se tiene constancia de que el obispo, mediante fondos procedentes de una "Bula para la Santa Cruzada", financió una expedición militar guerrillera que actuó desde Albarracín, llevando a cabo operaciones de sabotaje sobre la retaguardia republicana en el Bajo Aragón. No llegó a intervenir para evitar los muchos fusilamientos que tuvieron lugar en Teruel durante la contienda (algunos hablan de hasta 2.000 fusilados), algo que admitiría a posteriori. En una ocasión incluso, en agosto de 1937, junto a otras autoridades presidió un desfile durante el cual efectivos del Tercio General Sanjurjo desfilaron por Teruel portando miembros humanos de prisioneros republicanos que llevaban colgados de sus bayonetas. Tampoco hay constancia de que intentara salvar la vida de dos sacerdotes de su diócesis que fueron ejecutados en la zona franquista por rencillas personales. Sí que intentó interceder por la vida de algunos turolenses de condición humilde que residían en el llamado «Arrabal», gestiones que no fructificaron y que además le valieron para que en una ocasión fuera amenazado de muerte por un conocido falangista turolense. El 14 de marzo de 1937 hizo pública una pastoral en la que atacaba furibundamente el anticlericalismo, refiriéndose a:

«las hordas marxistas que a mansalva cometieron toda clase de atropellos y crímenes, habiendo sido las personas y cosas sagradas el blanco principal de su furor...El odio satánico de los revolucionarios ateos ha sembrado por todas partes la desolación amontonando escombros y ruinas.

En julio firmó una Carta colectiva del episcopado español en la cual la jerarquía católica española concedía a la contienda la categoría de cruzada.
La complicidad de Polanco con los sublevados se materializó, el 10 de agosto de 1937, en una serie de normas que el obispo envió a sus arciprestes y sacerdotes sobre cómo debían registrarse las muertes violentas. Si la víctima simpatizaba con el bando franquista, debía constar siempre como "asesinado". Por el contrario, si se trataba de un republicano caído a manos de la "autoridad militar" se consignaría como "fusilado", pero solo cuando constara "oficialmente" o fuera "notorio"; debido a tales directrices, estos últimos casi siempre fueron inscritos con denominaciones tales como "accidente relacionado con la guerra", "hemorragia interna" o "herida por arma de fuego".
El 15 de diciembre de 1937 los republicanos lanzaron una potente ofensiva contra Teruel. En pocos días cercaron la ciudad y ocuparon la mayor parte del casco urbano, exceptuando una serie de reductos donde resistían los sublevados. Tanto el Seminario como el Palacio Episcopal de la diócesis turolense fueron destruidos por los bombardeos del ejército republicano, por lo que fray Anselmo se refugió en el Monasterio de Santa Clara. Allí fue apresado el 8 de enero de 1938, cuando se produjo la rendición de las fuerzas franquistas lideradas por el coronel Domingo Rey d'Harcourt.
El obispo Polanco fue trasladado a Valencia junto a otros detenidos, donde fue interrogado sobre distintas cuestiones. La principal acusación a la que se enfrentaba en zona republicana era haber incitado a la rebelión mediante su firma de la Carta colectiva de los obispos. Cuando uno de los interrogadores le preguntó si deseaba cambiar algo de la Carta colectiva, Polanco respondió: "La fecha. Debiéramos haberla escrito antes". El ministro de Defensa republicano, Indalecio Prieto, deseaba que Polanco hubiera sido trasladado bajo escolta a la frontera francesa y se le dejara en libertad, pero el gobierno republicano se opuso por mayoría a esta medida, recordando el carácter beligerante de Polanco y la pastoral que había publicado. Posteriormente, las autoridades republicanas hicieron una oferta a la Santa Sede, ofreciéndole que el obispo saliera de la zona republicana y permaneciera en territorio vaticano hasta el final de la contienda, apartado de la guerra, y a condición de que no regresara a la zona nacional. La Santa Sede, sin embargo, no respondió a la oferta republicana.
El obispo y otros prisioneros fueron trasladados al Penal de San Miguel de los Reyes, en Valencia, y de allí a Barcelona, siendo recluidos en el "Depósito para prisioneros y evadidos 19 de julio" que se había habilitado en el convento de las Siervas de María, cerca de la Plaza Letamendi. Durante su reclusión, Polanco recibió un buen trato de las autoridades. Insistió en varias ocasiones en ser clasificado como un "evacuado" y no como un "prisionero de guerra". Gracias a la intervención de los ministros Julián Zugazagoitia y Manuel de Irujo, Polanco pudo seguir celebrando misa, aunque solo en domingos y fiestas a guardar. El 23 de enero de 1939, ante la inminente caída de Barcelona en manos de las tropas nacionales, los presos fueron evacuados a Santa Perpetua de Mogoda, siendo trasladados sucesivamente a Campdevánol, Puigcerdá, Ripoll, San Juan de las Abadesas, Figueras y Can de Boach, en Pont de Molíns.

### Asesinato y repercusiones

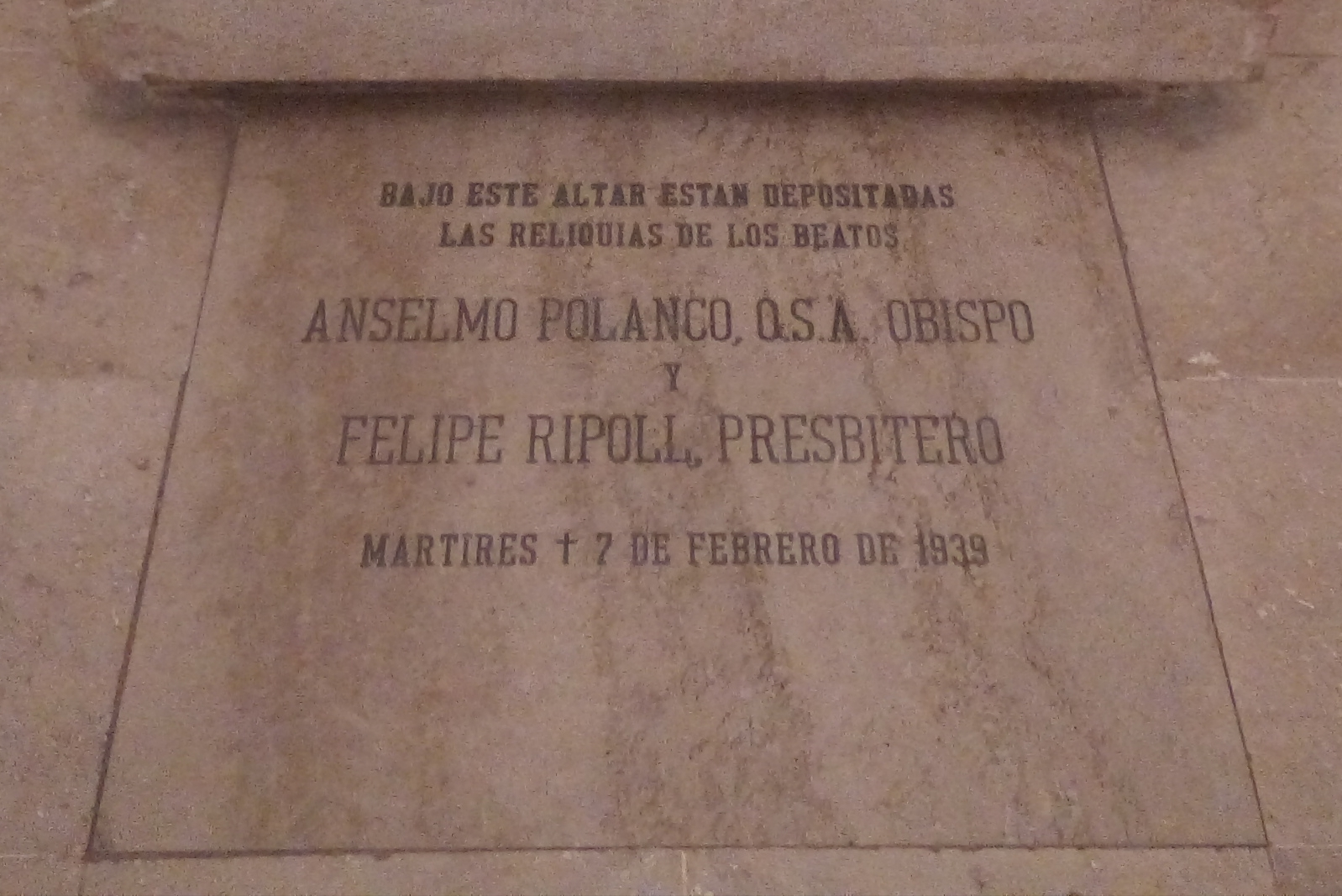
Lápida donde reposan los restos del obispo Anselmo Polanco, junto a los del vicario general Felipe Ripoll, en la Catedral de Teruel.

El presidente Juan Negrín había dado órdenes estrictas de que los presos debían ser protegidos. Sin embargo, en medio del hundimiento militar republicano, la situación era caótica y las órdenes no siempre eran cumplidas. La mañana del 7 de febrero de 1939 unos treinta soldados mandados por el comandante Pedro Díaz se llevaron a 42 presos. Entre ellos se encontraban el propio obispo Polanco y otras autoridades que habían sido apresadas en Teruel en enero de 1938: Felipe Ripoll Morata (vicario general de la diócesis), el coronel Domingo Rey d'Harcourt, el teniente coronel José Pérez del Hoyo (jefe de la Guardia civil) y José Coello (jefe de la policía). A los prisioneros les dijeron que los iban a trasladar a la localidad costera de Rosas. Tras tomar la carretera de Les Escaules, la comitiva se detuvo un kilómetro y medio después, muy cerca del barranco Can Tretze. Obligaron a los prisioneros a subir por el cauce seco del río Muga, y allí mismo fueron asesinados. Entre los fusilados también había 21 prisioneros italianos y un alemán. Después, los cadáveres fueron rociados con gasolina y quemados.
Las circunstancias de su muerte siguen sin estar esclarecidas del todo. Hay quien ha señalado a la pastoral de marzo de 1937 como una de las posibles causas de su asesinato. Otros creen más plausible que su ejecución fuera una venganza, provocada en buena medida por los incesantes ataques aéreos franquistas contra los militares y civiles republicanos que se retiraban. Inicialmente en la zona franquista no se tuvo conocimiento de la noticia y se desconocía el paradero real de Polanco. En los círculos vaticanos llegó a circular una versión que decía que el obispo se encontraba en un campo de refugiados en la frontera francesa. Pero a finales de febrero las autoridades franquistas descubrieron el lugar de la masacre de Can Tretze, y finalmente se identificó al obispo entre los muertos. El descubrimiento de su asesinato tuvo un gran impacto. El general republicano Vicente Rojo Lluch, que era un reconocido católico, llegó a escribirle al coronel Manuel Estrada Manchón para indagar sobre lo ocurrido.
A petición de las autoridades de Teruel, sus restos fueron trasladados a la capital de su diócesis. No ocurrió lo mismo con el coronel Rey d'Harcourt, ya que por decisión del nuevo régimen, que le acusó de cobardía por haber rendido Teruel, sus restos hubieron de permanecer en el lugar en que fue fusilado hasta 1972.
En 1940 se erigió un monumento en memoria de los asesinados en aquel lugar.
Sus restos reposan, junto con los del sacerdote Felipe Ripoll, en la cripta de la Catedral de Teruel, donde son objeto de veneración por los fieles cristianos.

## Beatificación
El 2 de julio de 1994, el papa Juan Pablo II declaró mártir a fray Anselmo Polanco, uno de los trece obispos ejecutados en zona republicana, siendo beatificado el 1 de octubre de 1995.
En la cruz pectoral del papa León XIV, recibida como regalo antes de ser elegido papa, se encuentra una reliquia del obispo Anselmo Polanco.

## Película
Domingo Viladomat y Mariano Pombo recibieron el encargo por parte de Acción Católica de dirigir un biopic sobre el obispo Anselmo Polanco, su proceso y asesinato. Esta película fue Cerca del cielo (1951).

### Pie de página
1. ↑  Beevor, 2012, p. 433.
2. ↑  «Anselmo Polanco Fontecha, Obispo».
3. 1 2 3  Butler y Burns, 2000, p. 178.
4. ↑  Sánchez, 1987, p. 139.
5. 1 2 3  Raguer, 2007, p. 122.
6. 1 2 3  Preston, 2013, p. 593.
7. 1 2  Preston, 2013, p. 592.
8. ↑  Raguer, 2007, p. 176.
9. ↑  Álvarez Bolado, 1995, p. 193.
10. ↑  Raguer, 2007, pp. 176-177.
11. ↑  Preston, 2013, pp. 592-595.
12. ↑  Preston, 2013, pp. 593-594.
13. ↑  Preston, 2013, pp. 591-592.
14. ↑  Preston, 2013, pp. 592-593.
15. ↑  Casanova, Julián (2001). La Iglesia de Franco. Madrid: Temas de Hoy. p. 108.
16. 1 2  Thomas, 1976, p. 851.
17. 1 2  Preston, 2013, p. 595.
18. ↑  Raguer, 2007, p. 177.
19. ↑  Raguer, 2007, pp. 177-178.
20. ↑  Robles Muñoz, 2015, pp. 510.
21. ↑  Raguer, 2007, p. 178.
22. 1 2 3 4 5 6  Preston, 2013, p. 562.
23. ↑  Raguer, 2007, pp. 178-179.
24. 1 2 3  Casanova, 2010, p. 312.
25. 1 2  Raguer, 2007, p. 179.
26. ↑  Graham, 2002, p. 386.
27. ↑  Sánchez, 1987, p. 101.
28. ↑  Robles Muñoz, 2015, pp. 510-511.
29. ↑  Álvarez Bolado, 1995, p. 381n.
30. ↑  Álvarez Bolado, 1995, p. 193n.
31. ↑  Cf. Vatican news, Las reliquias de San Agustín y su madre Mónica en la cruz pectoral de León XIV (10 de mayo de 2025)